# Leo Wickihalder
Leo Wickihalder (* 3. Juli 1937 in Zürich; † 14. September 2008 in Oberhasli ZH) war ein Radrennfahrer aus der Schweiz.

## Sportliche Laufbahn
Wickihalder war Bahnradsportler und auch im Strassenradsport aktiv. 1960 wurde er Berufsfahrer und blieb bis 1968 als Radprofi aktiv. Er begann 1953 mit dem Radsport im Velo-Club Oerlikon. Als Amateur war er Mitglied der Bahn-Nationalmannschaft und bestritt mehrere Länderkämpfe.
Seine Spezialdisziplin war das Steherrennen. Seinen bedeutendsten sportlichen Erfolg hatte er mit dem Gewinn der Bronzemedaille im Steherrennen der Profis bei den Bahnradsport-Weltmeisterschaften 1962. Den Titel gewann Guillermo Timoner aus Spanien.
1962 wurde er Vizemeister im Steherrennen in der Schweiz hinter Fritz Gallati. Dritter der Meisterschaft wurde Wickkihalder 1961, 1964 und 1966. In der Meisterschaft im Sprint kam er 1964 als Dritter auf das Podium. Auf der Straße hatte er als Profi keine Erfolge. Von 1960 bis 1965 bestritt er mit verschiedenen Partnern auch das Zürcher Sechstagerennen.